# Dikerogammarus villosus
Dikerogammarus villosus – inwazyjny gatunek skorupiaka z rodziny Gammaridae, występujący pierwotnie w regionie pontokaspijskim, rozprzestrzeniający się w wodach Europy. Gatunek drapieżny, na obszarach opanowywanych wypiera lokalne gatunki kiełży.

## Systematyka
Gatunek przypisywany do rodziny Gammaridae lub Pontogammaridae, jeden z 10 przedstawicieli rodzaju Dikerogammarus.

## Cechy morfologiczne
Jeden z większych kiełży, samice osiągają długość ciała do 8-14 mm, samce: 12-22 mm. Największe osobniki miały długość 30 mm. Pod względem morfologii podobny do gatunku Dikerogammarus haemobaphes, od którego odróżnia się uzbrojeniem urosomy: posiada na jej I i II segmencie wysoki, stożkowaty lub cylindryczny kominek z 2-5 kolcami na szczycie. Samce mają biczyk czułków drugiej pary oraz propodus I i II pary gnatopoda zaopatrzone w pęczki długich i gęstych, pierzastych szczecin. 1. człon egzopoditu ostatniej pary odnóży odwłokowych jest uzbrojony tylko na zewnętrznej krawędzi w pojedyncze grupy kolców. Osobniki młodociane obydwu gatunków mogą być trudne do rozróżnienia, do pewnego oznaczenia przynależności taksonomicznej stosowane są markery molekularne. Gatunek polimorficzny pod względem ubarwienia.

## Występowanie
Występuje pospolicie w regionie ponto-kaspijskim, w limanach Morza Czarnego, Morza Kaspijskiego, Morza Azowskiego, w dolnych odcinkach rzek uchodzących do tych mórz.
W pierwszej połowie XX wieku stwierdzono, że gatunek ten rozpoczął ekspansję, początkowo w górę Dunaju, skąd później kanałami łączącymi tę rzekę z Menem przedostał się do Renu, a następnie na wschód do Łaby i Odry, i na zachód oraz południe do wszystkich większych rzek Francji a także do Włoch.
W Polsce stwierdzony po raz pierwszy w dolnej Odrze, rozprzestrzenił się w górę i w dół rzeki, zasiedlił też Zalew Szczeciński. W roku 2003 wykryto stanowiska tego gatunku w Bugu i Jeziorze Zegrzyńskim, co świadczy najprawdopodobniej o tym, że gatunek ten rozprzestrzenia się w Europie Centralnej nie tylko drogą Dunaj-Ren, ale również bezpośrednio ze wschodu, tzw. „kanałem centralnym”. W 2007 roku stwierdzono występowanie tego gatunku w Wiśle w pobliżu Wyszogrodu.

## Biologia i ekologia

### Zajmowane siedliska
Gatunek eurytopowy, zasiedla litoral słodkich i słonawowodnych zbiorników wodnych, estuaria, kanały, rzeki. Może występować na różnych typach podłoża (kamienistym, w matach glonów nitkowatych, na strukturach hydroinżynieryjnych). Wykazuje dużą tolerancję względem zmian temperatury (optimum: 20-23ºC, górna granica: 30-35ºC), natlenienia, zasolenia (optimum: 0-10 promila, może znosić zasolenie do 20 promili). Może osiągać duże zagęszczenia. 

### Odżywianie
Gatunek polifagiczny, drapieżny, może odżywiać się detrytusem i spasać glony. Bardzo żarłoczny, poluje na bezkręgowce bentosowe: larwy ochotek, chruścików, jętek i ważek, pijawki, równonogi, młodociane raki, a także na innych przedstawicieli kiełży. Z racji dużej agresywności w literaturze anglojęzycznej nazywany „killer shrimp“ (ang. – kiełż zabójca), atakuje i rani inne bezkręgowce bez zjadania ich.

### Rozmnażanie
Rozdzielnopłciowy, samce są większe od samic. W populacjach dominują samice. Rozmnaża się przez cały sezon. Osobniki osiągają dojrzałość płciową przy długości ciała 6 mm. Samce podczas kopulacji przenoszą samice na grzbiecie. Samice mogą składać do 50 jaj, które rozwijają się w komorze jajowej. Osobniki wykazują duże osobnicze tempo wzrostu (1,3-2,9 mm/miesiąc zimą, 2-2,6 mm/2 tygodnie wiosną). 

## Interakcje międzygatunkowe
Osobniki tego gatunku mogą być gospodarzami dla różnych gatunków pasożytów. Stwierdzono, że są żywicielami pośrednimi kolcogłowów Pomphorhynchus tereticollis, oraz żywicielami mikrosporidiów: Nosema dikerogammari, Nosema granulosis, Dictyocoela muelleri, Dictyocoela berillorum, Dictyocoela roeselum. 
Ze względu na dużą rozrodczość, duże tempo wzrostu, duże zagęszczenia populacji i drapieżny tryb życia stanowi duże zagrożenie dla rodzimych gatunków kiełży. W wodach Europy Zachodniej stwierdzono szybkie wypieranie (eliminację) miejscowych gatunków kiełży (tak rodzimych, jak i wcześniejszych imigrantów). Może atakować narybek.
Stwierdzono, że również w wodach Polski ma miejsce wypieranie przez D. villosus lokalnie występujących kiełży, w rezultacie czego gatunek ten staje się dominującym obunogiem. O ile nie liczyć szkód związanych z dewastacją rodzimych zespołów obunogów, nie stwierdzono, by gatunek powodował inne szkody ekologiczne. Podejrzewa się, że może wpływać na funkcjonowanie ekosystemów, ze względu na ograniczenie ilości i efektywności bezkręgowców, związanych z przetwarzaniem detrytusu.